# Drei Geschichten
Drei Geschichten ist eine 1995 im Diogenes Verlag erschienene Sammlung von Erzählungen, die der Autor Patrick Süskind in den 1980er Jahren geschrieben hat.

## Inhalt
Das Buch umfasst drei Kurzgeschichten und eine „Betrachtung“:
- Der Zwang zur Tiefe
- Ein Kampf
- Das Vermächtnis des Maître Mussard
- ... und eine Betrachtung (Amnesie in litteris)

### Der Zwang zur Tiefe
Eine junge Frau, deren Namen kein einziges Mal in der Kurzgeschichte genannt wird, wird aus der Bahn ihres Lebens gerissen, nachdem sie auf ihrer ersten Kunstausstellung von einem Kritiker gesagt bekam, dass ihre Werke zu wenig Tiefe besitzen würden.
Zunächst noch motiviert, Tiefgang für ihre Bilder zu finden, lässt sie sich später immer mehr fallen und verkommt allmählich in ihrer Wohnung, bis es zum tragischen Ende kommt und sie sich umbringt.

### Ein Kampf
In einem Pavillon des Jardin du Luxembourg in Paris sitzen sich zwei Männer bei einer Partie Schach gegenüber, welche gespannt von gut einem Dutzend Zuschauer kritisch mitverfolgt wird. Auf der einen Seite spielt Jean, ein älterer Herr, welcher eine ruhige, defensive und nichts-riskierende Spielart pflegt, die ihn seit Jahren keine einzige Partie mehr verlieren ließ. Auf der anderen Seite spielt ein unbekannter Fremder, der im Gegensatz dazu durch seine kühne Spielart, sein selbstsicheres Auftreten sowie seinen Elan auffällt und alle umstehenden Zuschauer beeindruckt. Seine Persönlichkeit imponiert den Umstehenden zunehmend mehr, und selbst als er bereits sowohl mehr als auch wichtigere Schachfiguren als Jean verloren hat, sind sich die Zuschauer noch eines Sieges des Fremden sicher. Nach einem überraschenden Ende der Partie, nachdem der fremde Unbekannte aufgibt, aufsteht und den Pavillon ohne ein Wort zu sagen verlässt, wird Jean alleine zurückgelassen, was ihm Gelegenheit gibt, über sich und seine Persönlichkeit nachzudenken. Das bringt ihn zum Entschluss, mit dem Schachspiel aufzuhören.

### Das Vermächtnis des Maître Mussard
Der im Sterben liegende Herr Mussard schreibt unter größter Anstrengung und mit seiner letzten Kraft ein Vermächtnis nieder, welches über seine Erkenntnisse der letzten Jahre informiert. Angefangen hatte seine Entdeckung in seinem Garten, als er bemerkte, dass an den Steinen unter dem Erdreich Muscheln klebten, die sich kaum vom Stein selber unterschieden. Später entdeckte er, dass sowohl Steine wie Muscheln aus der gleichen Substanz bestehen, und fing auch außerhalb seines Gartens mit der Forschung an. Zudem studierte er alle größeren Werke zu diesem Thema und steigerte sich in seiner Phantasie bis hin zu einer allumfassenden universalen ‚Vermuschelung‘ des Weltalls und Lebens.

### … und eine Betrachtung (Amnesie in litteris)
Abschließend schildert Patrick Süskind in einer Betrachtung die Situation, dass man sich häufig nur noch vage an gelesene Bücher erinnern kann und selbst von Werken, die man mehrmals gelesen hat, nur noch die elementarsten Stellen in Erinnerung bleiben, die sich vom ganzen Buch auf wenige Zeilen reduzieren. Selbst als er ein Buch in die Hand nimmt, das vollgespickt mit Notizen, Unterstreichungen und dergleichen versehen ist, kommt ihm sowohl der Inhalt wie auch die Vermerke zum Inhalt zwar äußerst interessant, aber unbekannt vor. Erst als er seine Handschrift in einem Vermerk am Ende des Buches erkennt, wird er sich der Tatsache bewusst, das Buch schon einmal gelesen zu haben und ebenso begeistert davon gewesen zu sein. Diese Erkenntnis des „literarischen Gedächtnisschwunds“ fasst er in dieser Betrachtung zusammen.